# Robbie Dupree
Robbie Dupree, nome artístico de Robert Dupuis (Nova Iorque, 23 de dezembro de 1946), é um cantor e compositor americano, mais conhecido pela canção "Steal Away", seu sucesso de 1980, que atingiu o Top 10.
Dupree ficou famoso quando seu sucesso, "Steal Away", que atingiu a 6ª posição no Billboard Hot 100 em abril de 1980. A canção possui certa semelhança melódica com "What a Fool Believes", sucesso de 1979 dos The Doobie Brothers. Logo em seguida, ele teve outro sucesso com "Hot Rod Hearts", que chegou à 15ª posição em julho de 1980. O último sucesso de Dupree nas paradas foi "Brooklyn Girls", com a 54ª posição em maio de 1981.
Em 1987, Dupree contribuiu com a canção "Girls in Cars" para Piledriver: The Wrestling Album II, uma trilha sonora para o WWE (conhecido então como the World Wrestling Federation). Em 2010, Dupree assinou com a Spectra Records.

## Discografia

### Álbuns
- 1980: Robbie Dupree
- 1981: Street Corner Heroes
- 1989: Carried Away
- 1993: Walking on Water
- 1995: Smoke and Mirrors
- 1997: Vintage Volume 1
- 1998: Live All Night Long
- 2001: Vintage Volume 2
- 2003: Robbie Dupree with David Sancious
- 2010: Time and Tide

### Singles
- 1980: "Steal Away"
- 1980: "Hot Rod Hearts"
- 1981: "Brooklyn Girls"